# Music of My Heart
«Music of My Heart» es una canción y sencillo de la cantante cubana Gloria Estefan en colaboración el grupo estadounidense *NSYNC, de la banda sonora de la película Música del corazón del año 1999. El sencillo fue lanzado el 28 de septiembre de ese mismo año.
- Datos: Q6942197